# La Codorniz
La Codorniz fue una revista de humor gráfico y literario publicada en España desde 1941 a 1978. Se autoproclamaba «la revista más audaz para el lector más inteligente», y posteriormente también «decana de la prensa humorística», y sin duda fue una de las más longevas publicaciones de humor, sirviendo de inspiración a las posteriores El Papus, Hermano Lobo y Por Favor.
Fueron sus directores Miguel Mihura (1941-1944), Álvaro de Laiglesia (1944-1977), Manuel Summers (1977-1978) y Cándido (1978).

## Trayectoria
La Codorniz fue fundada en 1941 por Miguel Mihura, como sucesora de la desaparecida revista La Ametralladora. En 1944 fue sucedido en la dirección por el escritor Álvaro de Laiglesia quien le daría el toque personal que caracterizaría a la revista. Aumentó el tamaño de la revista a 28x38 cm. 
Tuvo varios problemas con la censura de la dictadura de Francisco Franco —especialmente por el Artículo 2.º de la Ley de Prensa— y sufrió numerosas multas, apercibimientos y, de modo irremediable, suspensiones en 1973 y 1975. Asimismo es víctima, o quizá disfruta, de múltiples leyendas urbanas referidas a portadas y artículos que nunca publicó y sin embargo son famosísimos.

## Colaboradores
En La Codorniz colaboraron:
| Nombre                          | Firma            | Seudónimos                           | Período   | Tipos              |
| ------------------------------- | ---------------- | ------------------------------------ | --------- | ------------------ |
| Alfonso Pedro Abelenda Escudero | Abelenda         |                                      | 1960-1977 | Gráfico            |
| Rafael Azcona                   |                  | Arrea, Profesor Azconorán, Repelente | 1952-1969 | Gráfico, Literario |
| Mercedes Ballesteros Gaibrois   | Baronesa Alberta |                                      |           | Literario          |
| Julio Cebrián                   | Julio Cebrián    |                                      | 1970-1977 | Gráfico            |
| Emilio Dáneo Palacios           | Dátile           |                                      |           | Gráfico            |
| Antonio Fraguas de Pablo        | Forges           |                                      |           | Gráfico            |
| Rafael Estrada                  | Rafa             |                                      |           | Gráfico            |
| Miguel Gila                     | Gila             |                                      |           | Gráfico            |
| José María González Castrillo   | Chumy Chúmez     | Don Claudio                          |           | Gráfico            |
| Enrique Herreros                | Herreros         |                                      |           | Gráfico            |
| Antonio de Lara Gavilán         | Tono             |                                      |           | Gráfico            |
| José Luis Martín Mena           | Mena             |                                      |           | Gráfico            |
| Antonio Mingote                 | Mingote          | Don Monolito                         |           | Gráfico            |
| Conchita Montes                 |                  |                                      |           | Literario          |
| Julio Penedo Iglesias           | Jupe             |                                      |           | Literario          |
| Fernando Perdiguero Pérez       | Oscar Pin        |                                      |           | Literario          |
| Jaume Perich Escala             | El Perich        |                                      |           | Gráfico            |
| Andrés Rábago García            | Ops              | Jonás, Ubú, El rata, El roto         |           | Gráfico            |
| Serafín Rojo Caamaño            | Serafín          |                                      |           | Gráfico            |
| Alfonso Sánchez Martínez        |                  |                                      |           | Literario          |
| Máximo San Juan                 | Máximo           |                                      |           | Gráfico            |
| Pablo San José García           | Pablo            |                                      | 1954-1977 | Gráfico            |
| Dino Segre                      | Pitigrilli       |                                      | 1950-1978 | Literario          |
| Guillermo Soria                 | Soria            |                                      |           | Gráfico            |
| Enrique Herreros                | Enrique Herreros |                                      |           | Gráfico            |

## La Golondriz
En mayo de 1990, doce años después de su cierre, un reducido grupo de sus colaboradores recuperan el espíritu de la revista en este suplemento mensual gratuito. Supone la vuelta de sus más célebres secciones de los 60: Crítica de la Vida, Cárcel y Comisaría de Papel, Politicomics, Crítica literaria y de televisión y Página de Terror. Con el cambio de siglo publicó un libro con un especial dedicado a temas de la actualidad del momento (el euro, los teléfonos móviles...).

## El himno
Tal vez sea poco conocido, incluso por los lectores de la época, que La Codorniz poseyó un himno propio, compuesto en los albores de su creación y con el sello de surrealismo característico del humor de aquel que se considera su creador (Edgard Neville) y de Antonio Lara de Gavilán (Tono). Se titulaba: "Himno a La Codorniz [1942] para saludar atentamente a la primavera" y la música, de Quiroga [Manuel López-Quiroga y Miguel], era un vals de ritmo caricaturesco. La letra decía aproximadamente así:

"La primavera ha llegado,

¡Ay Don José!.

Pongase usted el traje blanco

y el "canotier",

suba en su bicicleta

a pasear

y oiga por todas partes

este cantar:

Codorniz,

¡Chin pon, chin pon!,

es un ave paticorta 

con un pico en la nariz.

Codorniz, 

se alimenta de gramíneas,

de caviar y de lombriz.

¡Codorniz, Codorniz, Codorniz!

Sale todas las semanas

para hacerle a usted feliz.

Y en el fondo de un jardín, 

apoyada en un jarrón, 

Edelmira mira a Flavio

y le suelta esta canción.

¡Chin pon, chin pon!:

Codorniz,

¡Chin pon, chin pon!,

es un ave paticorta 

con un pico en la nariz.

Codorniz, 

se alimenta de gramíneas,

de caviar y de lombriz.

¡Codorniz, Codorniz, Codorniz!

Sale todas las semanas

para hacerle a usted feliz.

¡Iiiiizzz!"